# Reinbach (Mitterfels)
Reinbach oder Raimbach ist eine Ortslage von Mitterfels im niederbayerischen Landkreis Straubing-Bogen. Reinbach liegt im Norden des Orts beidseits der Staatsstraße 2140, zwischen Kastenfeld und Unterholzen.
Früher war Reinbach ein amtlicher Ortsteil, die letztmalige Erwähnung in den amtlichen Ortsverzeichnissen für Bayern erfolgte mit den Volkszählungsdaten von 1961 für den Gebietsstand 1. Oktober 1964.
Namensgebend war offensichtlich der naheliegende Reinbach.

## Kirchensprengel
Der Ort wurde 1832/33, zur gleichen Zeit wie Höllmühl, Kastenfeld, Kleinkohlham, Spornhüttling, Haidbühl, Reiben und Uttendorf, von der katholischen Pfarrei Haselbach nach Mitterfels umgepfarrt.